# Čilížské močiare
Čilížské močiare este o arie protejată (arie specială de conservare — SAC, sit de importanță comunitară — SCI) din Slovacia întinsă pe o suprafață de 338,24 ha, integral pe uscat.

## Localizare
Centrul sitului Čilížské močiare este situat la coordonatele 47°50′11″N 17°42′10″E / 47.836389°N 17.702778°E.

## Înființare
Situl Čilížské močiare a fost declarat sit de importanță comunitară în octombrie 2011 pentru a proteja 8 specii de animale. Situl a fost protejat și ca arie specială de conservare în august 2011.

## Biodiversitate
Situată în ecoregiunea panonică, aria protejată conține 3 habitate naturale: Păduri mixte riverane de Quercus robur, Ulmus laevis și Ulmus minor, Fraxinus excelsior sau Fraxinus angustifolia, de-a lungul marilor râuri (Ulmenion minoris), Lacuri eutrofice naturale cu vegetație de tip Magnopotamion sau Hydrocharition, Păduri aluvionare cu Alnus glutinosa și Fraxinus excelsior (Alno-Padion, Alnion incanae, Salicion albae).
La baza desemnării sitului se află mai multe specii protejate:
- amfibieni (1): buhai de baltă cu burta roșie (Bombina bombina)
- mamifere (2): vidră de râu (Lutra lutra), Microtus oeconomus mehelyi
- nevertebrate (2): croitorul mare al stejarului (Cerambyx cerdo), Osmoderma eremita
- pești (3): țipar (Misgurnus fossilis), boarță (Rhodeus sericeus amarus), țigănuș (Umbra krameri)